# Château de Crèvecœur (Auvergne)
Pour les articles homonymes, voir Crèvecœur.
Cet article concerne le château auvergnat. Pour les châteaux lorrain et belge, voir Château de Crèvecœur (Vosges), Château de Crèvecœur.
 (octobre 2022).
Le château de Crèvecœur est le site d'un ancien château construit au XIIIe siècle à quelques centaines de mètres du bourg de Saint-Martin-Valmeroux, dans le département du Cantal, sur la rive gauche de la Maronne.
C'était un château royal, siège du Bailliage des Montagnes d'Auvergne.
Les gens de Saint-Martin connaissent encore, près de l'ancien château, le rocher qui porte le nom de « roc des pendus ».

## Historique
Lorsque dans leur chevauchée à travers les montagnes, les hommes du bailli avaient capturé quelques bandits, c'est au château de Crèvecœur qu'ils les emprisonnaient, en attendant de les juger à Saint-Martin. C'était sur un rocher près de Crèvecœur qu'ils étaient exécutés par pendaison.
Ce nom de Crèvecœur apparaît pour la première fois en 1269, dans une lettre d'Alphonse de Poitiers, alors comte de Toulouse et d'Auvergne, sous le nom de Castrum Crépicordis.

### Historique du bailliage des Montagnes d'Auvergne
L'Auvergne a été conquise en 1212 par le roi Philippe-Auguste à Guy II, comte d'Auvergne, et annexée au domaine de la couronne de France puisque, par testament du mois de juin 1225, le roi Louis VIII donna en apanage le comté de Poitou et sa terre d'Auvergne à son quatrième fils Alphonse, connu dans l'histoire sous le nom d'Alphonse de Poitiers.
Mais après la mort de ce prince sans enfant en 1271, la terre d'Auvergne dont il avait été apanagé fait retour à la couronne, par suite de reversion. Le roi Philippe III le Hardi en reprend possession.

#### Installation à Aurillac
Depuis le commencement du siècle, le roi avait établi déjà plusieurs baillis en Auvergne pour y rendre sa justice. En Haute Auvergne, la justice royale fut placée sous le contrôle d'un seul fonctionnaire, connu sous le nom de Bailli des Hautes-Montagnes ou Bailli de Montagnes d'Auvergne.
Le siège du bailliage fut d'abord fixé à Aurillac. Il y était encore en 1274. Mais à cette date, l'abbé d'Aurillac, qui était seigneur de cette ville et de toute la région du Cantalès, conteste la présence du bailli dans ses terres et obtient que le siège du bailliage fut déplacé ailleurs.

#### Déplacement à Saint-Martin-Valmeroux
En 1287, le château de Crèvecœur n'est pas encore debout, et les assises du bailliage royal se tiennent dans une maison de Saint-Martin-Valmeroux louée à cet effet.
En 1294 et 1295 les constructions sont assez avancées pour servir de prison aux malfaiteurs et de demeure aux sergents qui les gardent.
De 1295 à 1299, tout en poursuivant les travaux accessoires, on enferma de nombreux malfaiteurs dans le château.
À partir du moment où l'Abbé d'Aurillac obtint le déplacement du siège du bailliage des Montagnes d'Auvergne, le roi l'établit à Saint-Martin-Valmeroux, localité déjà importante pour l'époque.
Le bailli était chargé par le roi de purger les hautes montagnes d'Auvergne de tous les malfaiteurs qui les infestaient, rançonnant les laboureurs, pillant les troupeaux, semant la terreur parmi les populations sans défense.
Il tenait d'abord ses audiences dans la salle d'une maison louée à cet effet. Mais comme une des principales fonctions de l'homme d'épée qui occupait le siège de bailli consistait non seulement à rendre la justice, mais aussi à assurer l'ordre et la sécurité dans ces régions montagneuses, si dépourvues, à cette époque, tant de voies de communication que de police rurale et pourtant si exposées au brigandage, il était de toute nécessité qu'à côté du lieu même où le bailli tenait ses assises, il y eut un bâtiment aménagé pour recevoir les malfaiteurs qui seraient condamnés par arrêt de justice à l'emprisonnement ou à la pendaison.
C'est ensuite au château de Crèvecœur que, le mardi de chaque semaine, se sont tenues les audiences du bailli des montagnes jusqu'à 1564, date à laquelle le siège du bailliage fut à nouveau transféré dans le bourg de Saint-Martin, à la suite d'une longue lutte (depuis 1504) entreprise par les habitants de cette ville, pour obtenir que le siège soit établi chez eux.

#### Installation à Salers
Mais en 1580, le bailliage royal des Montagnes d'Auvergne est transféré dans la ville de Salers où il restera jusqu'à la Révolution française.

### Comptabilité du château
Trois fois par an, à la Chandeleur, à l'Ascension et à la Toussaint, les baillis devaient rendre compte au trésor royal de leur gestion financière. Voici à titre d'exemple les comptes rendus par le bailli Mr Jean de Trie au terme de la Toussaint 1293 : 

« - pour deux sergents qui gardent les voleurs à Crèvecœur : 8 deniers 

- travaux pour le château de Crèvecœur : 30 livres, 16 sous, 9 deniers

- reçu par le bailli pour la vente du cuir d'un bœuf mort au château 15 deniers 

- de même pour la vente d'un bœuf qui avait été acheté pour travailler à la construction du château, qui a été vendu quand le dit château a été terminé : 60 sous. »

Dans les comptes du bailli Jean de Brie, au terme de l'ascension 1287, on retrouve cette note : "dépense de la somme de 77 sols, 6 deniers pour réparation de la maison dans laquelle se tiennent les assises à Saint-Martin."

#### Liste des baillis des Montagnes d'Auvergne
- Eustache de Beaumarchès, sénéchal de Toulouse.
- Guillaume de Neyrestaing,
- Pierre Armand, damoiseau
- Pierre d'Espériès,damoiseau
- Aymon I" de Bonnebaut,chevalier
- Guillaume de Saint-Chamant, damoiseau
- Pierre du Port, chevalier
- Raymond d'Espériès, chevalier
- Jean d'Escafire, chevalier
- Eustache Fabri (en 1335)
- Geoffroy de Montirel,
- Pierre de Villemignon,
- Jacques Le Moine,
- Guillaume des Achilloux (Achillosa), a laissé une Sentence en dialecte carladézien qui a été éditée,
- Étienne de Neyrestaing.
- Jean Chevalier, sieur de Brissac et de Villemaissant, commis pour recevoir les aveux et dénombrements des nobles tenant fief, convoque le ban et arrière-ban de la Noblesse d'Auvergne le 22 décembre 1503.

```
source: Marcellin Boudet
```

#### Liste de prisonniers
Parmi ceux qui y furent incarcérés d'abord, et exécutés ensuite, on peut citer : 
- Bernard de Saint-Mamet, banni par le roi,
- Seguret de Maleyre, pendu,
- Falconnet de Valle, pendu.

### Capitaine gouverneur pour le roi
En 1516, le capitaine gouverneur de Crèvecœur, Pierre de Roquemaurel n'y fit que des réparations sommaires. Bien que le château soit délabré et que le traitement soit très mince, le poste de capitaine-gouverneur du château de Crèvecœur sera recherché par les familles d'ancienne noblesse du pays jusqu'à la fin de l'Ancien Régime.

#### Liste des capitaines gouverneurs
- le sieur Adam, en 1295
- Andraud d'Espinats, en 1372
- Pierre de Ribier, seigneur de Plaignes, en 1416
- Pierre de Roquemaurel, en 1516
- Begon de Roquemaurel, en 1548
- Jacques le Grand, en 1566
- Annet de Scorailles, seigneur de Mazerolles, en 1660
- François de Scorailles, en 1690
- Annet de Scorailles, en 1750
- François de Ferrières, vicomte de Sauvebœuf, en 1780
- le marquis de Luc-Saluces, seigneur de Drugeac, en 1789